# ブライアン新世界
ブライアン新世界（ブライアン しんせかい、1991年12月17日 - ）は、 シンガーソングライター、音楽プロデューサー、作詞家、作曲家、編曲家、キーボーディスト。
明治大学附属中野高等学校、青山学院大学総合文化政策学部卒業。身長179cm体重75kg。
PIGGSの音楽プロデューサー（Ryan.B名義も使用）。OKAMOTO'Sのサポートメンバー(キーボード等)、音楽ユニットLafuzinのメンバー/プロデューサー(2024年脱退)としても活動。

## 略歴
2008年、16歳で"ブライアン伊藤"として活動開始。しかし、ハンドルネームとして使用していたため検索時に某女優のブログへのコメントが検索トップに。改名を余儀なくされる。
閃光ライオット2009出場時より本名義ブライアン新世界を使用。17歳から"全身全霊ポップンポッパー”を掲げ活動するも、その後時期により緑色の長髪になったり眉毛を全剃りするなど様々な音楽性を試し没頭。悩みながら２０代を過ごす。(HPより)
グラムロックバンドBryan Associates Clubや、BRIAN SHINSEKAI名義でのメジャーデビューを経て、2024年から"ブライアン新世界"として再始動。
現在、元BiSプー・ルイが社長を務めるPIGGSの音楽プロデューサーとしてほぼ全楽曲の作詞作曲編曲を手がける。
OKAMOTO’Sのサポートメンバーとしてレコーディング/ライブに2020年より頻繁に帯同している。
元CHEESE CAKE(現MOSHIMO)のベーシスト田村三果(現・イトオミカ(Lafuzin))と2023年に結婚。

## 人物
- 文鳥、マメルルハインコを飼うなど鳥好きであり、インコにはウッチュン、文鳥にはナンチュンと名付け家庭内でウッチュンナンチュンを結成した。
- とんかつ定食を愛し、全国食べ歩き動画もアップロードしている。銘柄豚では林SPFポークが好物。
- 2008年にブライアン伊藤として活動していた際、ハンドルネームとして使用し多数コメント投稿していたため、検索結果のトップが蒼井そらのブログになることが判明。当時10代限定フェスの閃光ライオット2008に出場する予定となっていたため、当時の担当から「これはマズい」と叱られ改名を余儀なくされる。
- 赤提灯の居酒屋へ行く投稿が多く、日本酒を一番好む。お洒落でインスタ映えする系統のお店は落ち着かないので好みではないと発言。好きな銘柄は鍋島。
- 妻のイトオミカとは福岡-東京間の遠距離恋愛を経て結婚。2023年の結婚発表時には、ブライアン新世界がウェディングドレスを着るなど夫婦で男女逆転の写真を公開。
- 横浜DeNAベイスターズのファン。1997年に、みずしな孝之の漫画「ササキ様にねがいを」を読んで以来のファンで、中畑清元監督への思いを熱く語る場面も。
- 2024年12月14日のOKAMOTO'S主催イベント時、ハマ・オカモトが体調不良で欠席。前日夜に告げられ、急遽代打で翌日ベース演奏を担当。後日インスタライブにて、「練習して指に揚げ玉くらいのタコができ、ハマ君を心からもっと尊敬しました」と発言。
- 2025年の4月に過緊張性発声障害を患っていることを公表。歌う時のみ、2016年頃より症状が発現し徐々に悪化し、2025年に低音も高音もファルセットも出なくなり治療を決断。2025年8月現在、言語聴覚士とのリハビリ治療により快方に向かっているとの発言。

## 年譜
2008年
- 「閃光ライオット2008」3次審査出場[1]。

2009年
- 「ブライアン新世界」へ改名。同年に行われた「閃光ライオット2009」ではGLIM SPANKY、ズットズレテルズ、関取花、挫・人間らと共にファイナルに出場[2]。
- 同年リリースされた『閃光ライオット2009』コンピCDに収録された「栄光のロックスター～俺たちはLOCK STARなんだ!～」では、OKAMOTO'Sよりベースにハマ・オカモト、ドラムにオカモトレイジが参加。

2011年
- 12月14日にFROM THE NEW WORLD（スペースシャワーネットワーク）から1stミニアルバム『LOW-HIGH-BOOTS』をリリース。
- スペースシャワーTV「爆裂★エレキングダム!!」に現［Alexandros］庄村軍団の一員として度々出演[3]。

2012年
- 7月4日、2ndミニアルバム『NEW AGE REVOLUTION』をリリース。
- テレビ東京「ロック兄弟」に単独インタビュー出演。やついいちろう、OKAMOTO'Sオカモトレイジ、現［Alexandros］庄村聡泰が応援コメントで出演した[4]。

2013年
- グラムロックバンド「Bryan Associates Club」を結成。
- 11月、1stアルバム『decadence of jag and affection』をリリース。

2014年
- 5月、2ndアルバム『少女リオと燃えるキリン』をディスクユニオン限定生産でリリース。

2016年
- 「hide presents MIX LEMONeD JELLY 2016」など様々な音楽フェスティバルに出演[5]。
- 11月に解散[5]。

### BRIAN SHINSEKAI期
2018年
- 1月24日、「BRIAN SHINSEKAI」としてデビューアルバム『Entrée』でビクターエンタテインメントAndrecよりメジャーデビュー前年9月より、サブスクリプションサービス限定で6作連続で新曲を先行配信するという国内初のリリース形式となった。

- 「ニクオン2018」、「YATSUI FESTIVAL! 2018」、「STV創立60周年SUNNY TRAIN REVUE ～テレビがフェス作っちゃいました～」、「メ～テレ MUSIC WAVE SUNNY TRAIN REVUE～テレビがフェス作っちゃいました～」、「THE GREAT SATSUMANIAN HESTIVAL 2018」など、フェスイベントへ複数出演しながら、リリースを重ねる。

2019年
- 7月18日、9/20全国公開の映画「HELLO WORLD」の劇中音楽への参加を発表。
- 新プロジェクト「2027Sound」(Nulbarich、OKAMOTO'S、Official髭男dism、STUTS、OBKR、Yaffle、BRIAN SHINSEKAI)発足。

### プロデューサー・サポート活動開始
2020年以降
- 2020年3月27日、元CHEESE CAKE田村三果のソロプロジェクトLafuzinのデビューシングル「ポーラー・ナイト」にサウンドプロデュース/作詞/コーラスで参加。
- 4月15日、OKAMOTO'Sのベスト・アルバム『10's BEST』収録の新曲「Dance To Moonlight」へ、ピアノ/シンセサイザー・アレンジで参加。 以降、OKAMOTO'Sのライブやレコーディングへ参加するサポートメンバーとなる。
- 7月1日、Ryan.B名義で総合的に全曲サウンドプロデュースを手掛けるPIGGSの1st Album『HALLO PIGGS』がリリース。以降、PIGGSの音楽プロデューサーとして活動。2023年1月、アリオラジャパンよりPIGGSメジャー・デビュー。
- 2021年12月より、正式にLafuzinにメンバー加入(2024年脱退)。
- 2023年9月26日、Lafuzinのイトオミカ(ex,CHEESE CAKE)と結婚を発表。

### ブライアン新世界に再改名
2024年
- 1月19日、ブライアン新世界へ12年ぶりの再改名を発表。
- 2月7日、「余剰感情過剰壮年」をリリース。フジテレビ系『ジャンクSPORTS』のエンディングテーマに起用。
- 8月14日、配信EP「君はむしろスター」リリース。

2025年
- 4月23日、ファッションがプレッピースタイルになるなどイメージを一新し、配信シングル「PRESSURE」をリリース。

過緊張性発声障害も公表。5月に「プロポーズソング」、6月に「周回遅れの夏」と自己内省三部作を配信リリースした。

## ディスコグラフィ

### 配信限定シングル
| 発売日                              | タイトル                                                            |  |
| AndRec (ビクターエンタテインメント) | AndRec (ビクターエンタテインメント)                                 |  |
| ----------------------------------- | ------------------------------------------------------------------- |  |
| 2017年8月30日                       | 2045 (Theme of SHINSEKAI)                                           |  |
| 2017年9月20日                       | 首飾りとアースガルド/TRUE GLUE                                      |  |
| 2017年10月18日                      | CICADA                                                              |  |
| 2017年11月22日                      | ルーシー・キャント・ダンス                                          |  |
| 2017年12月27日                      | トゥナイト                                                          |  |
| 2018年1月24日                       | 東京ラビリンス                                                      |  |
| 2018年4月25日                       | Lucy Can't Dance (MATZ Remix)                                       |  |
| 2018年6月6日                        | Solace                                                              |  |
| 2018年7月25日                       | Solace (Leoji Remix)                                                |  |
| 2018年10月24日                      | 三角形のミュージック                                                |  |
| 2018年12月19日                      | ピクチャー・オブ・ユー                                              |  |
| 2019年5月24日                       | WAIT                                                                |  |
| 2019年6月26日                       | ATTACHMENT                                                          |  |
| 2019年8月7日                        | TAIWAN                                                              |  |
| 2019年9月18日                       | SUBURBIA                                                            |  |
| NaN Tune Records(個人レーベル)      |                                                                     |  |
| 2020年5月29日                       | 素敵なメモリーズ/やさしくされたら feat.Lafuzin                      |  |
| 2020年8月5日                        | きかせて feat.Lafuzin                                               |  |
| 2021年6月16日                       | 穴にはまるたび                                                      |  |
| 2022年2月18日                       | BOY KEEP SINGING                                                    |  |
| 2022年3月25日                       | 浮世ばなれ                                                          |  |
| DOBEATU(ディスクユニオン)           |                                                                     |  |
| 2022年4月15日                       | JUNCTION feat. GOOD BYE APRIL / Lafuzin & BRIAN SHINSEKAI           |  |
| NaN Tune Records(個人レーベル)      |                                                                     |  |
| 2022年5月6日                        | 泣かない人                                                          |  |
| DOBEATU(ディスクユニオン)           |                                                                     |  |
| 2022年7月1日                        | ランチタイム・ラブ feat. オカモトコウキ / Lafuzin & BRIAN SHINSEKAI |  |
| NaN Tune Records(個人レーベル)      |                                                                     |  |
| 2022年7月29日                       | 愛されたら鬱になる                                                  |  |
| DOBEATU(ディスクユニオン)           |                                                                     |  |
| 2024年2月7日                        | 余剰感情過剰壮年                                                    |  |
| 2024年3月13日                       | あらがうアナザーウェイ                                              |  |
| 2024年5月1日                        | 我、割れた                                                          |  |
| 2024年7月31日                       | フォーエバー・ヤング                                                |  |
| 2025年4月23日                       | PRESSURE                                                            |  |
| 2025年5月14日                       | プロポーズソング                                                    |  |
| 2025年6月18日                       | 周回遅れの夏                                                        |  |
| 2025年7月16日                       | カッシーニ                                                          |  |

### EP
|                                     | 発売日                              | タイトル                            | 規格品番                            |
| AndRec (ビクターエンタテインメント) | AndRec (ビクターエンタテインメント) | AndRec (ビクターエンタテインメント) | AndRec (ビクターエンタテインメント) |
| ----------------------------------- | ----------------------------------- | ----------------------------------- | ----------------------------------- |
| -                                   | 2017年8月30日                       | 2045 (Theme of SHINSEKAI)           | 配信限定                            |
| -                                   | 2019年11月27日                      | JOHN DOE                            | 配信限定                            |
| NaN Tune Records                    |                                     |                                     |                                     |
| -                                   | 2021年7月7日                        | Like a 行きつけのbar                | 配信限定                            |
| DOBEATU(ディスクユニオン)           |                                     |                                     |                                     |
| -                                   | 2024年8月14日                       | 君はむしろスター                    | 配信限定                            |
| -                                   |                                     |                                     |                                     |

### ミニアルバム
|                                                   | 発売日                                            | タイトル                                          | 規格品番                                          | チャート                                          |
| オリコン                                          | 発売日                                            | タイトル                                          | 規格品番                                          |                                                   |
| FROM THE NEW WORLD (スペースシャワーネットワーク) | FROM THE NEW WORLD (スペースシャワーネットワーク) | FROM THE NEW WORLD (スペースシャワーネットワーク) | FROM THE NEW WORLD (スペースシャワーネットワーク) | FROM THE NEW WORLD (スペースシャワーネットワーク) |
| ------------------------------------------------- | ------------------------------------------------- | ------------------------------------------------- | ------------------------------------------------- | ------------------------------------------------- |
| 1st                                               | 2011年12月14日                                    | LOW-HIGH-BOOTS                                    | UXCL-43 (CD)                                      | 圏外                                              |
| 2nd                                               | 2012年7月4日                                      | NEW AGE REVOLUTION                                | UXCL-49 (CD)                                      | 圏外                                              |

## 主な参加作品

### PIGGS
- インディーズ1st Album『HALLO PIGGS』全楽曲の作曲/作詞/編曲/プロデュース(Ryan.B名義)

1. KICKS
2. PIGGS-モナ・リザ-(共作詞:PIGGS/METTY)
3. ヴェルヴェット思想家
4. Love Cats
5. とらえる
6. PIPE FICTION
7. エクスターミネーター
8. スーサイドマリー
9. 骨伝導massive(共作詞:プー・ルイ)
10. Moonage Driver(共作詞:UMI)
11. スナッチャー
12. 飛べない蛇

- 1st EP『5 KILL STARS』全楽曲の作曲/作詞/編曲/プロデュース(Ryan.B名義)

1. クマンバチの独白
2. ザ・ストレンジャーズ
3. フォーエバー・ヤング
4. THANK YOU FUCK YOU
5. フューチャー・スターダスト(共作詞)

- 1st Single『T.A.K.O』作詞/作曲/編曲/演奏/プロデュース(Ryan.B名義)

1. T.A.K.O
2. Beat Crazy

- 2nd Single『VISITOR』作詞/作曲/編曲/プロデュース(Ryan.B名義)

1. Piggy
2. VISITOR
3. LINK EMOTION(共作詞)

- 2nd Album『JUICYY』全楽曲作詞/作曲/編曲/プロデュース(Ryan.B名義)

1. NAKED BORN NAKED DIE
2. 危険ぐらいがちょうどいい
3. NOT PIG
4. カッシーニ
5. フォーエバー・ヤング - JUICYY ver.
6. T.A.K.O - JUICYY ver.
7. VISITOR - JUICYY ver.
8. LINK EMOTION - JUICYY ver.
9. 夢を見させて
10. フューチャー・スターダスト - JUICYY ver.  ※共作詞(PIGGS/METTY)
11. とらえる - JUICYY ver.
12. PIGGS-モナ・リザ - JUICYY ver. ※共作詞(PIGGS/METTY)
13. I CAN’T BE

- 3rd Single「小さな叫び」作詞/作曲/編曲/サウンドプロデュース(Ryan.B名義)

1. 小さな叫び
2. LiKE A SAPARK (共作詞)

- 企画Single「BURNING PRIDE / 豚反骨精神論」作詞/作曲/編曲/サウンドプロデュース(Ryan.B名義)

1.BURNING PRIDE
3.I don't believe in ADULT
- Major 1st Single「負けんなBABY」

作詞/作曲(Ryan.B名義)
1. 負けんなBABY
2. まじ無理ゲー
3. ひっちゃかめっちゃか -My Name is PIGGS-

- Major 2nd Single「BOO!SHUT」作詞/作曲/編曲/サウンドプロデュース(Ryan.B名義)

1. BOO!SHUT
2. ファイティングブレイン

- Major 3rd Single「YOU KNOW ME」作詞/作曲/編曲/サウンドプロデュース(Ryan.B名義)

1. YOU KNOW ME
2. ワイルドサイドを歩け

- Major 1st Album『RAWPIG』全楽曲の作詞/作曲/編曲/プロデュース(Ryan.B名義) ※M10は松隈ケンタと共作  ※M11は作詞作曲のみ

1. ピラニア型人造人間
2. Fleeting
3. INSOMNIA
4. YOU KNOW ME(Album ver)
5. 豚 HAVE THE POWER
6. ファイティングブレイン(Album ver.)
7. リバーサイド・モーテル
8. BOO!SHUT(Album ver/)
9. スプートニク1号
10. Route91665
11. 負けんなBABY(Album ver.)
12. ワイルドサイドを歩け(Album ver.)
13. 人間すぎる

- Major 4th Single「街underworld」全楽曲の作詞/作曲/編曲/プロデュース(Ryan.B名義)

1. 街underworld
2. SPIN
3. LINK EMOTION'24
4. とらえる'24
5. PIGGS-モナ・リザ-'24

- インディーズ 3rdAL『1ミリでも』全楽曲の作詞/作曲/編曲/プロデュース(Ryan.B名義)

1. されど、夜は明ける
2. 1ミリでも
3. ヒトトシテ
4. 八日目の朝
5. ラフレシア

- インディーズ4thSingle『SUPERBAD』全楽曲の作詞/作曲/編曲/プロデュース(Ryan.B名義)

1. SUPERBAD
2. デジャブー

- インディーズ配信1st Single『余すことない全霊で』作詞/作曲/編曲/プロデュース(ブライアン新世界名義)

1. 余すことない全霊で

### ヒョク
- Single「KISS ME OFF」

作曲/プロデュース : BRIAN SHINSEKAI
作詞：すぅ(Silent Siren)

### miida and the department
- Single「Magic Hour  feat.Lafuzin」

編曲/Remix

### アマイワナ
- 「I'm CRAZY」(Studio KiKi収録)

編曲/Remix
GOOD BYE APRIL
- 「恋がはじまる」(Studio KiKi収録)

編曲/Remix

### Lafuzin
| 発売日         | タイトル                            | 備考                        |
| -------------- | ----------------------------------- | --------------------------- |
| 2020年3月27日  | ポーラー・ナイト                    | プロデュース/作詞/編曲      |
| 2020年6月24日  | ルーム402                           | プロデュース/共作詞/編曲    |
| 2020年10月14日 | 都会ガール                          | プロデュース/編曲           |
| 2021年4月2日   | 水底トンネル                        | プロデュース/作詞/作曲/編曲 |
| 2021年4月2日   | ただいま                            | プロデュース/作詞/編曲      |
| 2021年4月2日   | With Your Life feat.BRIAN SHINSEKAI | プロデュース/作詞/作曲/編曲 |
| 2021年7月16日  | サマー・ブリーズ                    | プロデュース/作詞/作曲/編曲 |
| 2021年9月24日  | ナビゲーション・ライド              | プロデュース/作詞/作曲/編曲 |
| 2021年12月1日  | YES-NO                              | プロデュース/編曲           |
| 2022年1月14日  | キャリー・ストーリー                | プロデュース/作詞/作曲/編曲 |
| 2022年2月11日  | レイドバック・ミュージック          | 以降メンバー加入            |

メリーメリー♡ファンファーレ
- 「サヨナラの3秒後」作詞/作曲/編曲
- 「しがちLOVE」作詞/作曲/編曲

KamaShow
- 「人生なんだ!」 編曲/ミックス
- 「君にアッパレ」編曲/ミックス

### Lunar(中国)
- ライブ楽曲多数提供

### 劇伴音楽
- 『反撃。〜映画「蟹工船」インスパイア・アルバム〜』「今を生きろ～悔しさに溺れるな」※ブライアン新世界名義
- 『HELLO WORLDオリジナル・サウンドトラック』（2027sound）※OKAMOTO'Sを中心とした楽曲制作プロジェクト。
「弱気な直実」「マイペースな瑠璃璃」「A Time For Love」「CREATION OF THE WORLD」 作曲/編曲
「直実告白、両思いに」「キス!?」 ピアノ

## サポート

### OKAMOTO'S
- Dance To Moonlight（OKAMOTO'S）Piano/Synthesizer/Arrangement(intro)
- Keep On Running（菅田将暉・OKAMOTO'S）Piano/Organ
- Welcome My Friend（OKAMOTO'S）A.Piano/Synthesizer
- Misty（OKAMOTO'S）Piano/Synthesizer
- MOTEL（OKAMOTO'S）A.Piano
- Young Japanese（OKAMOTO'S）A.Piano
- Complication（OKAMOTO'S）A.Piano/Keyboard
- Band Music（OKAMOTO'S）A.Piano/Keyboard
- Picasso（OKAMOTO'S）A.Piano/Keyboard
- Sprite（OKAMOTO'S）A.Piano/Keyboard
- Pink Moon（OKAMOTO'S）Chorus
- You Don't Want It（OKAMOTO'S）A.Piano/Keyboard
- Star Game（OKAMOTO'S）A.Piano
- When the Music's Over（OKAMOTO'S）E.PianoKeyboard
- MC5（OKAMOTO'S）Keyboard
- Subway（OKAMOTO'S）A.Piano/Keyboard
- For You（OKAMOTO'S）A.Piano/Chorus
- Gimme Some Truth   A.Piano/Mellotron
- Flowers   Synthsizer
- いつも、エンドレス   A.Piano
- オドロボ   Synthsizer/E.Piano
- Intro   Organ
- Sugar   Organ
- Last Number   A.Piano/Organ
- Where Do We Go?   A.Piano/Mellotron
- Rock'n Roll Star(OKAMOTO'S,ROY(THE BAWDIES))   A.Piano/Organ/Mellotron
- この愛に敵うもんはない   A.Piano/Organ
- カーニバル  A.Piano

その他、ライブ・フェスへサポートキーボード・ギターで参加。

### PIGGS
2021年以降、アコースティックや企画でキーボードで参加。

### オカモトコウキ
2022年ソロアコースティックツアーのサポートとして参加。

### PUFFY
2021年・2022年テレビ出演時のキーボードサポート。